# Ставрополовка
Ставрополовка — село в Жайылском районе Чуйской области Кыргызстана. Административный центр Кара-Сууйского аильного округа. Код СОАТЕ — 41708 209 812 01 0.

## Население
| год     | 2009 | 2014 | 2015 |
| ------- | ---- | ---- | ---- |
| человек | 1006 | 1448 | 1500 |